# Ptochophyle volutaria
Ptochophyle volutaria là một loài bướm đêm trong họ Geometridae.